# 杜讀管

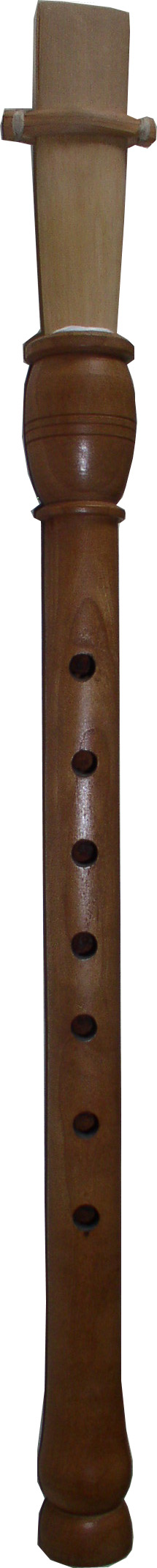
亞美尼亞的 duduk

杜讀管（英語：Duduk）源自亞美尼亞的雙簧風鳴樂器，亦在高加索、中亞和中東一帶流行。英文翻譯亦可稱為dziranapogh ，意思是指用杏樹所造成的號角。
2005年，杜讀管成為了聯合國教科文組織中的「非物質遺產」名冊內。

## 歷史
亞美尼亞的音樂學者發現在公元前12世紀，已經有杜讀管相關的證據，而公元前1世紀，杜讀管的音樂出現在亞美尼亞的皇室音樂。

## 外形
杜讀管是由管身和可裝拆的簧片及度度鳥所組成。管身可分為28、33或者40厘米。管身前面置有7個孔，後面則有1個孔。簧片為雙簧制，主要由甘蔗的纖維層所做，簧片闊度比雙簧管、巴松管為闊，長度則約為9-14厘米。

### 發聲原理
演奏者藉著吹氣振動簧片及管內空氣，同時靠手指將不同的指孔作出閉塞或打開，因而發出不同的音高。杜讀笛本來只能吹奏調式內的相關音，但隨著演奏技巧的提昇，現時可利用半閉塞的按孔技巧來吹出半音。
杜讀笛演奏者通常會採用循環換氣的吹奏方法，當吸氣時，部份空氣移至兩頰旁的口腔空間內儲存，便可令音色可以持續。

### 音域、音色
一般的杜讀笛都只有1個八度的音域，個別的杜讀管能多吹1個純四度的音域。音色給予人和暖、輕柔、順服及富有感情性的感覺。

### 演奏模式
杜讀笛可以獨奏，也可以二重奏的形式進行。其中一位負責主旋律，而另一位則作伴奏或對位，稱為"dam－duduk"。
近年來，不少電影配樂都用上了杜讀笛作為旋律樂器，其中包括有帝國驕雄、基督的最後誘惑、油激暗戰、血鑽等。

## 著名音乐家
Djivan Gasparyan, Georgy Minasyan (Minasov), Yeghish Manukyan, Gevorg Dabaghyan, Vache Hovsepyan, Levon Minassian, Levon Madoyan, Mkrtich Malhasyan

## 網上有關杜讀管的音樂
- Jivan Gasparyan, "Eshkhemed" （页面存档备份，存于）
- Jivan Gasparyan & Nune Yesayan "Dle Yaman" （页面存档备份，存于）
- Jivan Gasparyan "Tribute"
- Jivan Gasparyan "Horovel"
- Jivan Gasparyan "Hin U Nor Husher"
- Vatche Hovsepyan "Duduk"